# Gemeindewerke Holzkirchen
Die Gemeindewerke Holzkirchen GmbH sind das lokale Versorgungsunternehmen für Holzkirchen. Die Gemeindewerke betreiben in Holzkirchen Netze für Strom, Erdgas, Wasser, Abwasser und Fernwärme. Ebenso sind die Werke noch für eine Parkgarage, ein Hallenbad und ein Eisstadion im Ort verantwortlich. Die Gemeindewerke erwirtschafteten 2022 einen Umsatz in Höhe von ca. 24 Mio. €. Der Glasfaserbetrieb wurde im Jahr 2023 an die Firma AVACOMM Systems GmbH verkauft.

## Versorgungssparten
Die Gemeindewerke Holzkirchen verfügt derzeit über fünf Versorgungssparten.

### Strom
Der Absatz im Stomvertrieb betrug im Jahr 2022 43.065 MWh. 

### Erdgas
Der Absatz im Erdgasvertrieb 2022 betrug 72.472 MWh, einer der größten Abnehmer beim Erdgas ca. 37 % ist die eigene Sparte der Fernwärme in Holzkirchen. 

### Wasser
Im Jahr 1873 hatte Holzkirchen damit begonnen, eine eigenständige Wasserversorgung zu errichten. Im Bereich des Taubenbergs konnte man die Quellen für die ersten Anfänge der Wasserversorgung nutzen. Derzeit hat man fünf Tiefbrunnen, die in das Netz einspeisen. In der Wasserversorgung betrug die Ausgabemenge im Jahr 2022 954.000 m³.

### Abwasser
Die Gemeindewerke betreiben zusammen mit dem Markt Holzkirchen das Abwassernetz und die Kläranlage.

### Fernwärme
Seit dem Jahr 1992 besteht in Holzkirchen ein Fernwärmenetz. Die Absatzmenge betrug im Jahr 2022 19.975 MWh. Im Dezember 2018 wurde eine Geothermieanlage in Betrieb genommen. Diese Anlage versorgt die Gemeinde Holzkirchen mit klimafreundlicher Fernwärme.

### Hallenbad
Das BATUSA Hallenbad wird von den Gemeindewerken betrieben. Es wird als Sportbad betrieben und grenzt sich zu Spaßbäder ab.

### Eisstadion
Im Winter betreiben die Gemeindewerke Holzkirchen das offene Holzkirchner Kunsteisstadion. Für das Stadion besteht ein Eigenbetrieb. Die Gemeindewerke sind für die technischen und wirtschaftlichen Abläufe zuständig.

### Parkgarage
Im Jahr 2012 wurde die Parkgarage in der Baumgartenstraße eröffnet.